# Radojeva Glava
Radojeva Glava este un sat din comuna Bijelo Polje, Muntenegru. Conform datelor de la recensământul din 2003, localitatea are 170 de locuitori (la recensământul din 1991 erau 157 de locuitori).

## Demografie
În satul Radojeva Glava locuiesc 116 persoane adulte, iar vârsta medie a populației este de 35,8 de ani (36,3 la bărbați și 35,4 la femei). În localitate sunt 42 de gospodării, iar numărul mediu de membri în gospodărie este de 4,05.
|  |

| Demografie | Demografie | Demografie |
| An         | Locuitori  | Locuitori  |
| ---------- | ---------- | ---------- |
|            |            |            |
|            |            |            |
|            |            |            |
|            |            |            |
| 1948       | 261        |            |
| 1953       | 282        |            |
| 1961       | 313        |            |
| 1971       | 286        |            |
| 1981       | 208        |            |
| 1991       | 157        | 153        |
| 2003       | 269        | 170        |

| \| Componența etnică conform recensământului din 2003[2] \| Componența etnică conform recensământului din 2003[2] \| Componența etnică conform recensământului din 2003[2] \| Componența etnică conform recensământului din 2003[2] \| Componența etnică conform recensământului din 2003[2] \| \| ----------------------------------------------------- \| ----------------------------------------------------- \| ----------------------------------------------------- \| ----------------------------------------------------- \| ----------------------------------------------------- \| \| \| \| \| \| \| \| Bosniaci \| Bosniaci \| \| 143 \| 84,11% \| \| Sârbi \| Sârbi \| \| 22 \| 12,94% \| \| Muntenegreni \| Muntenegreni \| \| 4 \| 2,35% \| \| Musulmani \| Musulmani \| \| 1 \| 0,58% \| \| necunoscută \| necunoscută \| \| 0 \| 0% \| |              |  |     |        |
| Componența etnică conform recensământului din 2003 |              |  |     |        |
| |              |  |     |        |
| Bosniaci | Bosniaci     |  | 143 | 84,11% |
| Sârbi | Sârbi        |  | 22  | 12,94% |
| Muntenegreni | Muntenegreni |  | 4   | 2,35%  |
| Musulmani | Musulmani    |  | 1   | 0,58%  |
| necunoscută | necunoscută  |  | 0   | 0%     |